# Арсон
Арсон (фр. Arçon) насеље је и општина у источној Француској у региону Франш-Конте, у департману Ду која припада префектури Понтарлије.
По подацима из 2011. године у општини је живело 771 становника, а густина насељености је износила 36,13 становника/km². Општина се простире на површини од 21,34 km². Налази се на средњој надморској висини од 727 метара (максималној 1.086 m, а минималној 787 m).

## Демографија
| 1962. | 1968. | 1975. | 1982. | 1990. | 1999. | 2011. |
| ----- | ----- | ----- | ----- | ----- | ----- | ----- |
| 513   | 513   | 571   | 650   | 665   | 695   | 771   |

График промене броја становника у току последњих година